# Draaiorgel

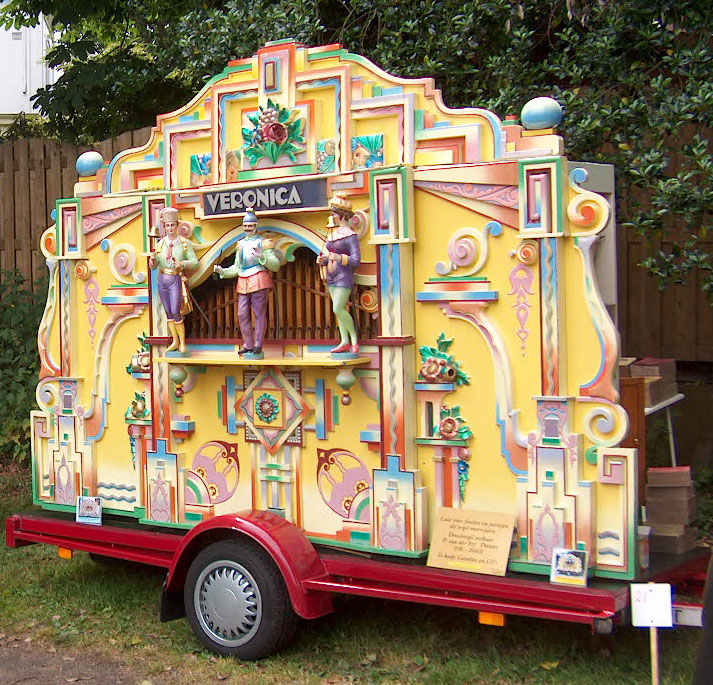
Draaiorgel De Veronica tijdens het Haarlemse Draaiorgelfestival in 2004

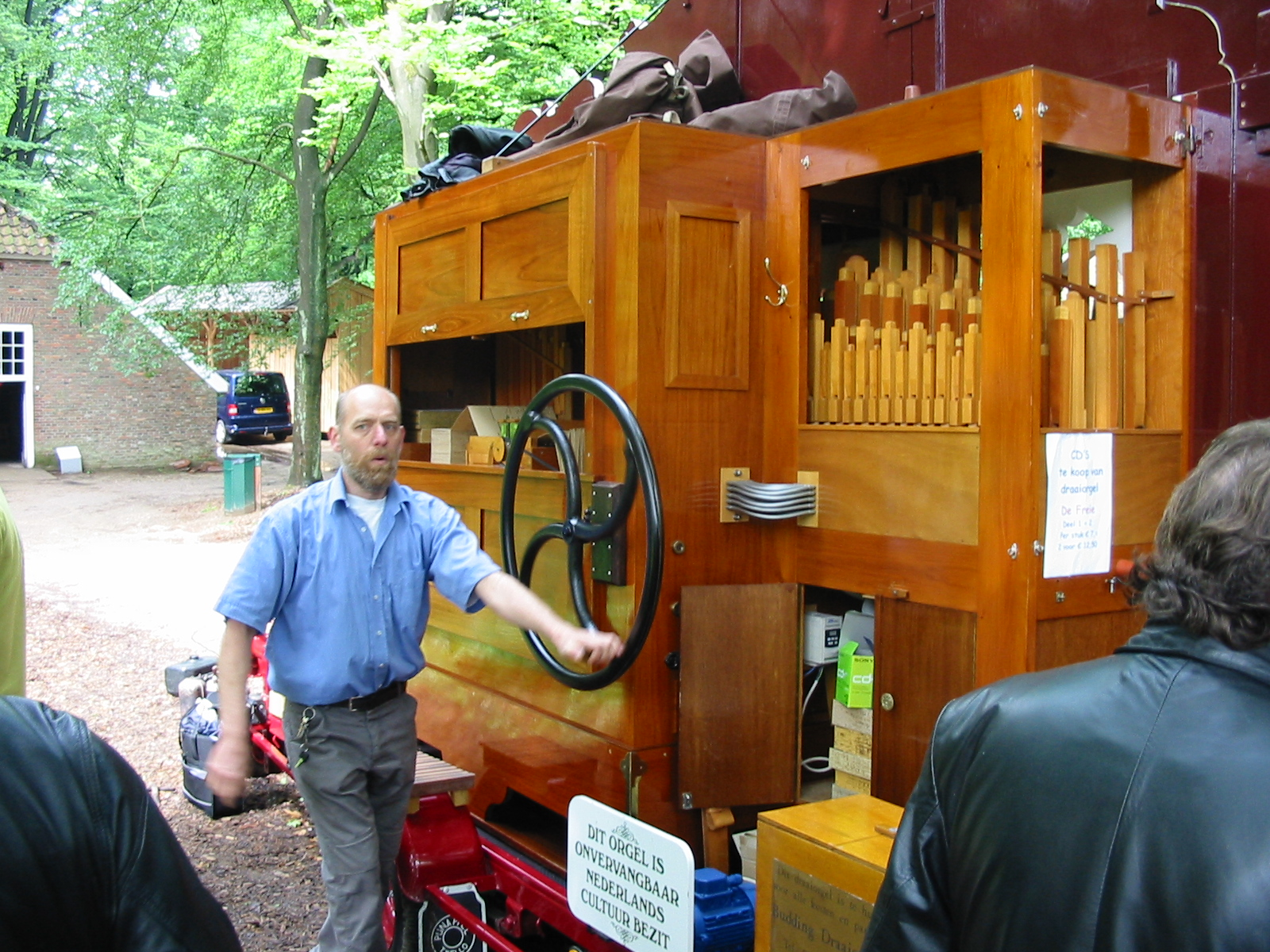
Het met de hand draaien van een draaiorgel, Nederlands Openluchtmuseum, Arnhem, 2006

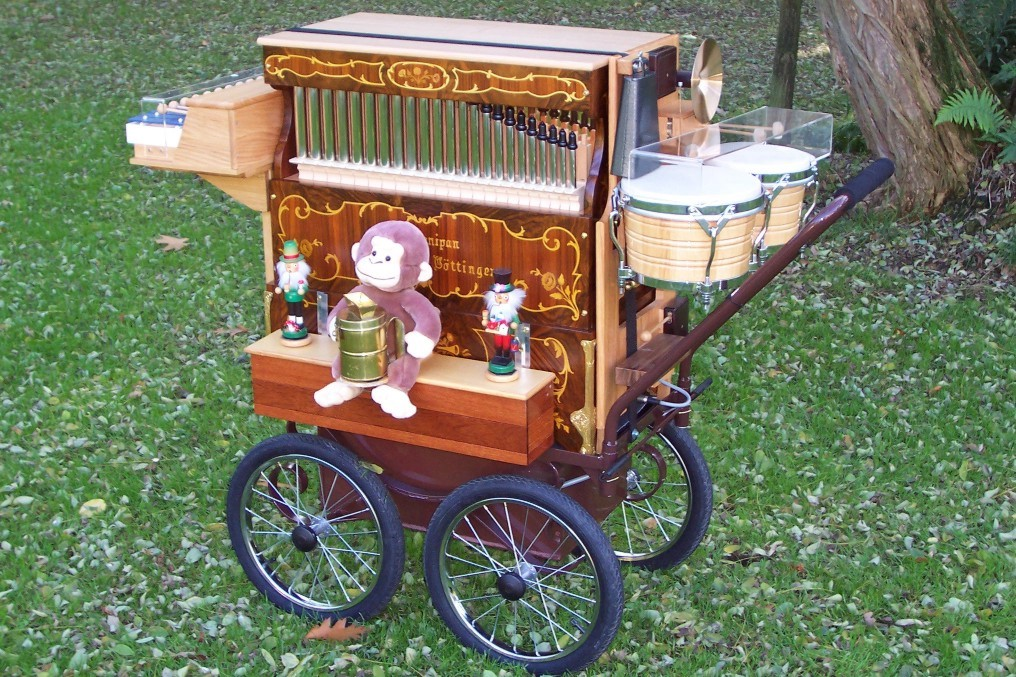
Draaiorgel De Koning, Oss

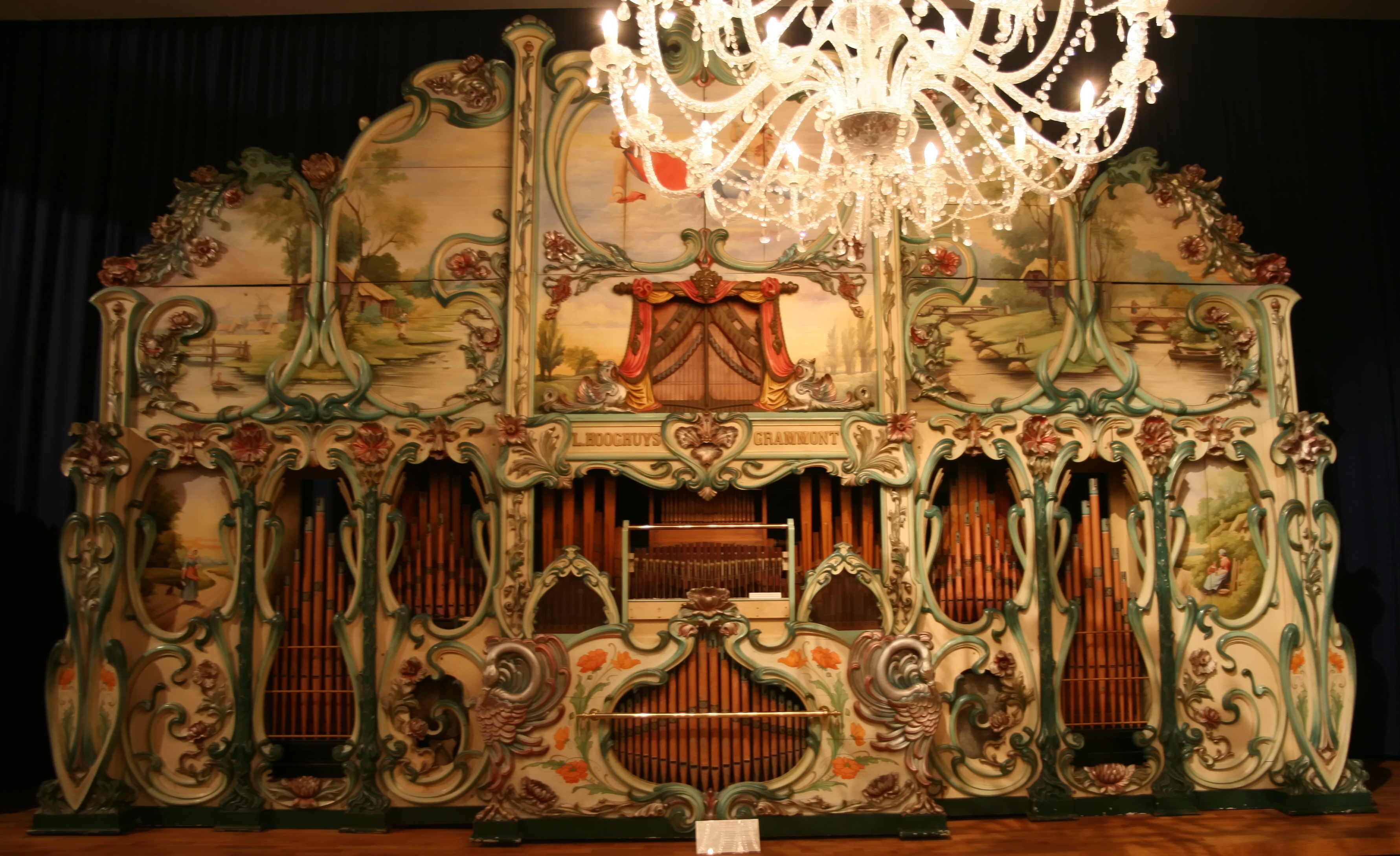
Dansorgel

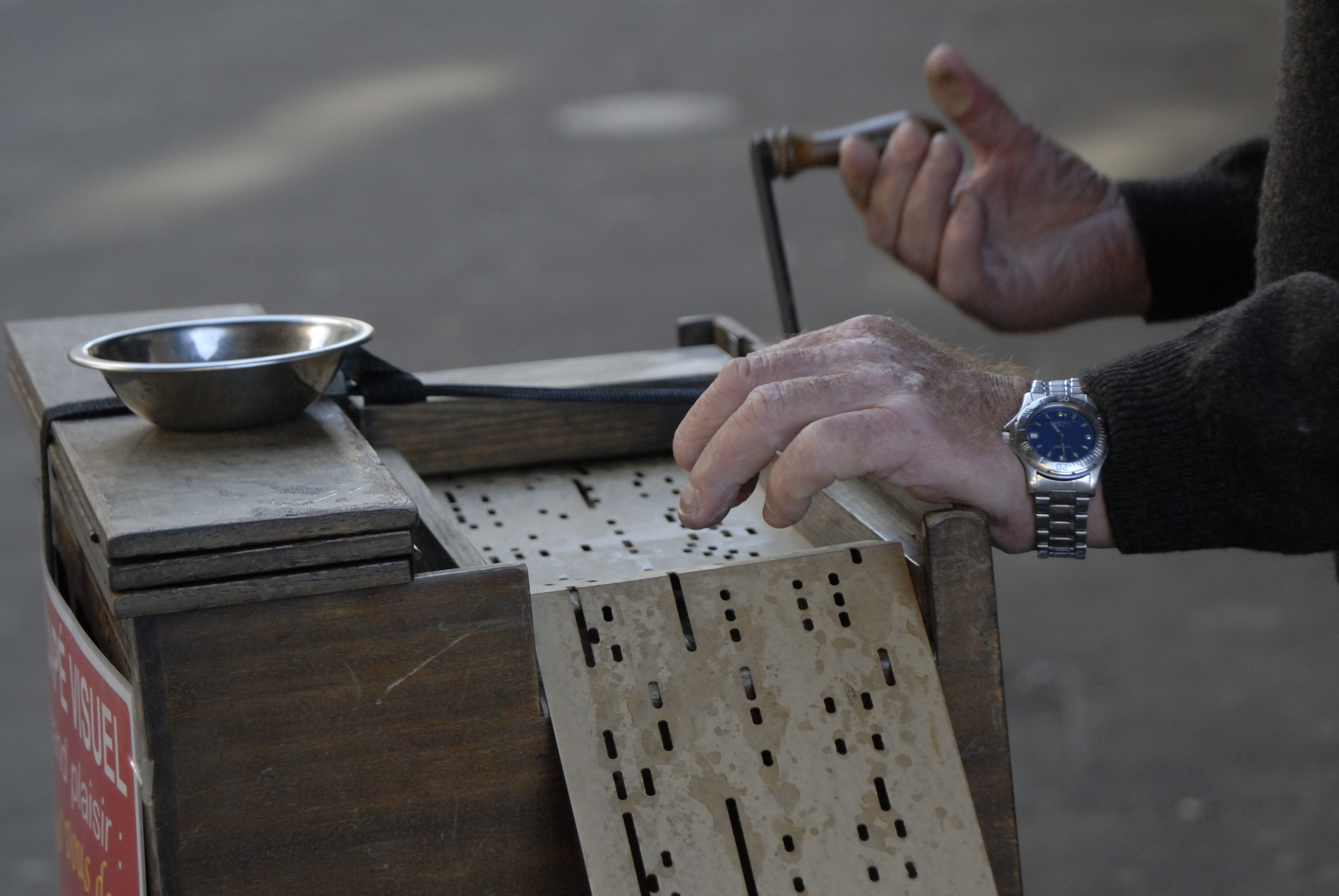
Klein draaiorgeltje met orgelboek

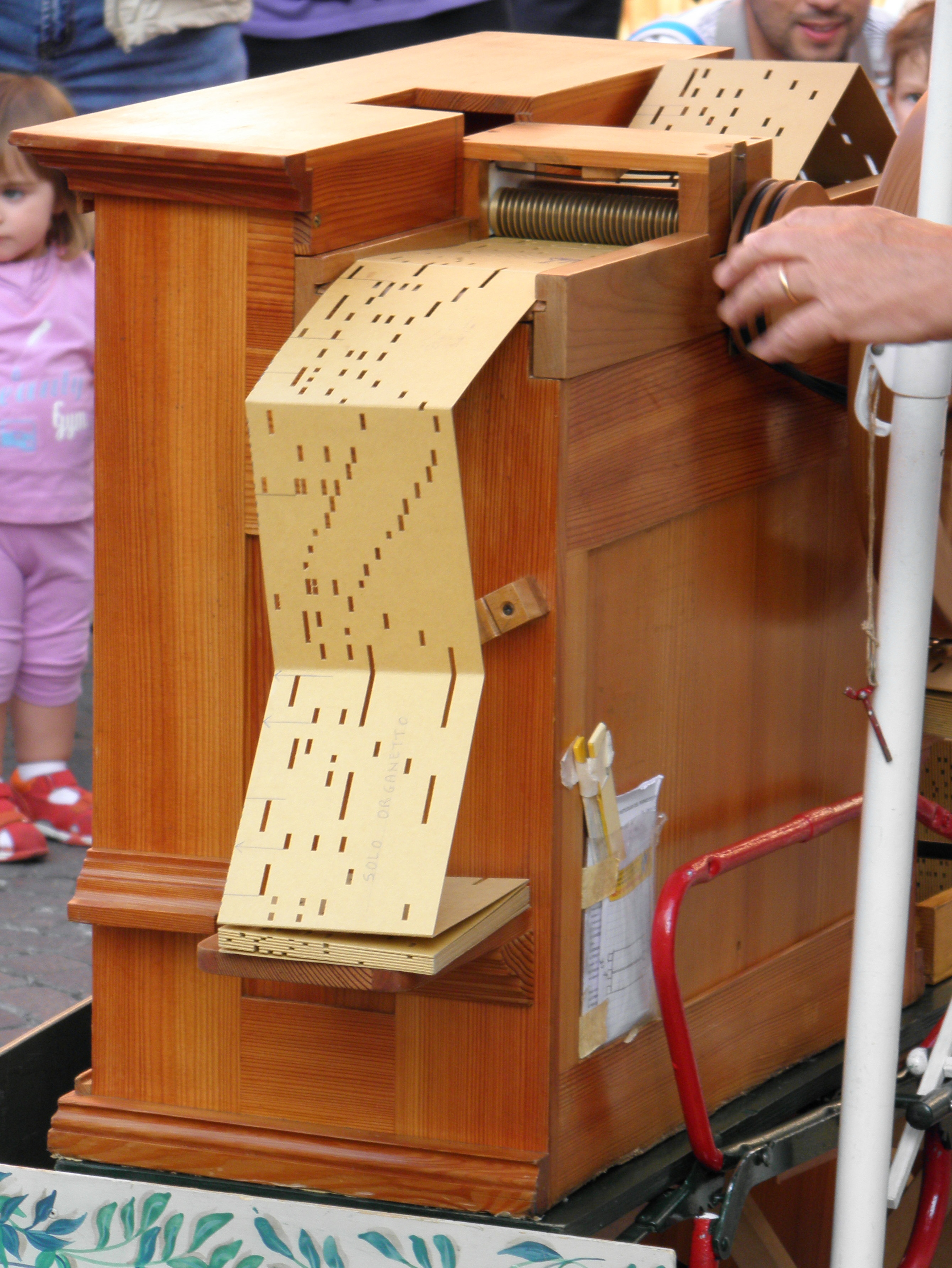
Orgelboek

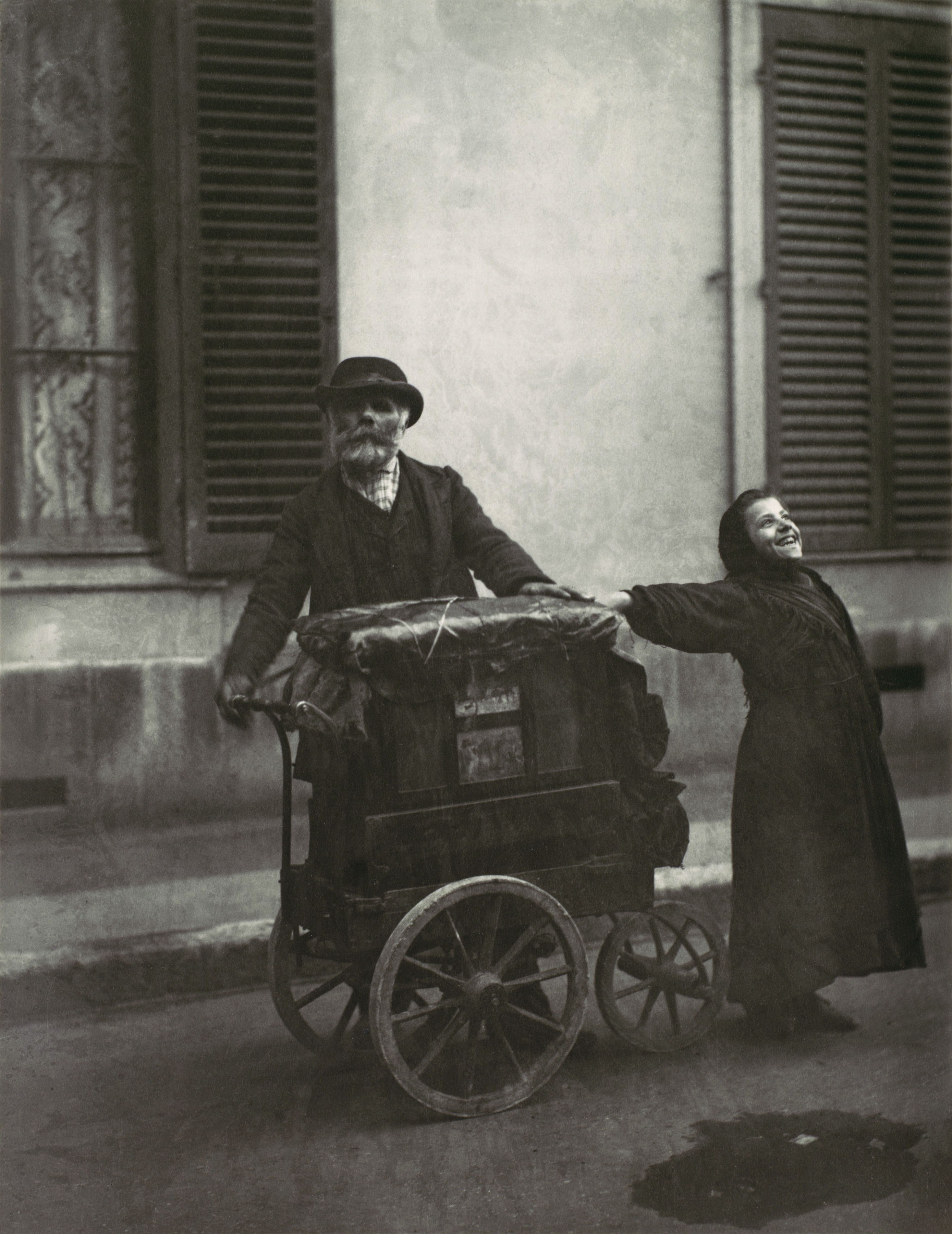
Orgel in Parijs omstreeks 1898

Een draaiorgel is een automatisch spelend pijporgel. Naast orgelpijpen kan een draaiorgel ook andere instrumenten hebben, bijvoorbeeld slagwerk.
De pijpen van een draaiorgel zijn meestal van hout, een enkele maal van metaal, meestal zink. De pijpen worden van lucht (bij orgels spreekt men van "wind") voorzien door een blaasbalg. Het draaiorgel is verwant met andere pijporgels, met als grootste verschil dat andere pijporgels door mensenhanden en -voeten worden bediend en het draaiorgel door een bewegend muziekpatroon, meestal een kartonnen draaiorgelboek. De eerste draaiorgels werkten met een houten cilinder met daarop metalen pinnen en bruggen voor de aansturing van de ventielen.

## Geschiedenis
De oorsprong van de draaiorgels ligt vermoedelijk in Italië. De Italiaan Ludovico Gavioli begon omstreeks 1850 in Parijs met het vervaardigen van kleine straatdraaiorgels die zó succesvol waren dat hij als de vader van het moderne draaiorgel beschouwd kan worden. Zijn bedrijf, de firma en na 1905 N.V. Gavioli & Cie, hield het uit tot 1912. Later gingen ook andere Fransen, o.a. Gasparini, Poirot en Limonaire, Belgen en Duitsers deze instrumenten vervaardigen.
In 1875 begon de Belg Leon Warnies als eerste een draaiorgelverhuurbedrijf in Amsterdam, waarna er nog velen volgden. Warnies wordt beschouwd als de grondlegger van de typisch Nederlandse straatdraaiorgelcultuur. Zijn nazaten zijn nog steeds actief in de Nederlandse draaiorgelwereld, onder andere in het draaiorgelbedrijf Perlee Orgels te Amsterdam.
De Duitser Carl Frei, die in het begin van de 20e eeuw het vak leerde bij Gavioli en later bij de Belgische firma Mortier, vestigde zich in de jaren 1920 te Breda als reparateur, orgelboekenmaker en later ook bouwer van draaiorgels. Hij verbouwde veel oude Franse draaiorgels door de tongwerken te vervangen door eigen fluitregisters, zoals de Bourdon Céleste. Dat laatste register werd typisch voor de straatdraaiorgels en Carl Frei wordt daarom wel beschouwd als de vader van het Nederlandse straatdraaiorgel.
Na ongeveer 1950 begonnen ook anderen zich bezig te houden met verbouwingen en nieuwbouw van draaiorgels. De firma Jan van Eijk en Zn uit Terwolde bouwt sinds 1979 draaiorgels.

## Soorten draaiorgels
Het bekendste type draaiorgel is het grote straatdraaiorgel, dat ook wel een pierement wordt genoemd. Daarnaast kunnen het dansorgel en het kermisorgel als varianten van het draaiorgel beschouwd worden. In veel Europese landen wordt straatmuziek gemaakt door kleine, draagbare orgels, die ook wel handdraaiorgels worden genoemd. Ze zijn meestal in Duitsland vervaardigd en kunnen beschouwd worden als voorloper van het grote straatorgel. Replica's van oude Berlijnse Leierkasten, zoals deze draaiorgeltjes in Duitsland genoemd worden, worden onder andere gemaakt door Orgelbaumeister Hofbauer uit Göttingen.
Het grootste verplaatsbare draaiorgel ter wereld is de Victory.

## Werking
Door aan een draaiwiel (zogenaamd lierrad) te draaien, gaat het orgel spelen. Als men er een orgelboek inlegt en het klavier sluit, zijn de mechanische luchtkleppen gesloten. Op dat moment is het orgel klaar om te spelen. Als men vervolgens aan het orgelwiel gaat draaien, komt de blaasbalg in beweging. Dit zorgt voor de lucht. De lucht gaat door luchtgeleiders naar het orgelklavier. Doordat er gaatjes in een orgelboek zitten, het draaiprogramma, vallen er kleine spijlen, die in de orgelwereld beter bekendstaan als toetsen, in de gaatjes van het boek. Bij het sluiten van het klavier worden alle toetsen naar beneden gedrukt en alles afgesloten, indien het boek wordt doorgedraaid, dan springen de toetsen omhoog en gaat er een pijpje open aan de onderkant, waardoor er lucht kan ontsnappen. Deze luchtstroom wordt naar het juiste instrument geleid. Door de gaatjes in het orgelboek te variëren van lengte, ontsnapt lucht voor een langere of kortere duur. 
Voor elke toonhoogte en elk instrument worden het tijdstip en de duur van een noot in de muziek via de gaatjes in het papier aangegeven. Wanneer met de juiste constante snelheid wordt gedraaid is de vertolking optimaal. Het draaiwiel wordt daarom zeker bij grote draaiorgels ook vaak met een riem verbonden met een motor die dan op de juiste draaisnelheid wordt afgesteld voordat het eerste orgelboek door het orgel wordt gedraaid. Het voordeel hiervan is dat het wiel met constante snelheid blijft draaien en dat de orgelman niet meer zelf hoeft te draaien. Deze hoeft dan alleen nog maar de orgelboeken te verwisselen. Hij schudt dan ook vaak met een mansbakje waarin voorbijgangers geld kunnen gooien op de maat van de muziek, wat het geheel nog een extra charme geeft.
Het draaiwiel is vaak voorzien van een aanhangsel genaamd de druif. Het maken ervan vereist gespecialiseerde vakkennis op het gebied van ijzer- en houtbewerking. De vaardigheid wordt in 2017 nog door een enkele gespecialiseerde orgelbouwer beheerst. De functie van de druif is het bewegen van de blaasbalgen en draaien van het orgelboek door het klavier.

### Aansturing
In 1892 kreeg de Frans-Italiaanse orgelbouwer Anselmo Gavioli een patent voor het kartonnen orgelboek. Dit systeem werd later gevolgd door papieren of kartonnen rollen. Gavioli's patent maakte gebruik van lamellen (toetsen) die door de gaten in het orgelboek naar boven kwamen en zo kleine ventielen openden om onderdelen van het orgel aan te sturen. Duitse fabrieken ontwikkelden rond 1900 alternatieve systemen om Gavioli's patent te omzeilen. Deze systemen waren gebaseerd op het principe van ontluchting door de gaten in het boek, en de mechanische toetsen waren niet meer nodig. Alle oude draaiorgels werken volgens een van deze systemen.
De besturing van een draaiorgel kan ook met een computer die wordt aangestuurd met midibestanden. Door het gebruik van deze midibestanden is veel mogelijk. Het repertoire is uitgebreider omdat men geen grote hoeveelheid orgelboeken meer mee hoeft te nemen. Een ander voordeel is dat het orgel achter elkaar door kan draaien zonder dat er van orgelboek hoeft te worden gewisseld. Ook zijn er nu complexere arrangementen mogelijk. De schakeltijd van een door MIDI aangestuurd orgel is zeer kort, waardoor de timing natuurlijker is. Men kan met de computer vooraf bepalen welke muziek men wil horen en verzoeknummers zijn meteen te programmeren. Ook andere instrumenten kunnen aangestuurd worden door de midifiles, zoals een percussiegroep en een glockenspiel of xylofoon.

## Traditie
Vooral in Nederland heerst anno 2017 nog een straatorgelcultuur, spelende orgels zijn regelmatig op straat te zien en te horen. Er zijn nog ongeveer zestig actieve orgelspelers. Het Utrechtse Museum Speelklok bezit een groot aantal orgels van diverse soorten. Een van de voornaamste Nederlandstalige verenigingen voor draaiorgels werd in 1954 opgericht, een vereniging van liefhebbers, de Kring van Draaiorgelvrienden (KDV). De Stichting Draaiorgels Helmond beheert zeven orgels van de gemeente Helmond. In een aantal Europese landen worden orgelmanifestaties georganiseerd, bijeenkomsten met meerdere draaiorgels. Sinds 2023 is er ook op de Tilburgse Kermis een Draaiorgeldag. Deze wordt georganiseerd op de woensdag. Er staan dan op verschillende plekken op de kermis diverse draaiorgels.
Bij experts op dit gebied is de consensus dat hedendaagse midi, zoals veel gebruikt in elektronische muziek, zijn oorsprong te danken heeft aan de authentieke kartonnen orgelboeken.

## Trivia
- De Nederlandse cabaretier Wim Sonneveld bedacht het typetje 'Willem Parel', zoon van een Amsterdamse orgeldraaier. Bekend van hem is het liedje 'Daar is de orgelman'.

## Afbeeldingen

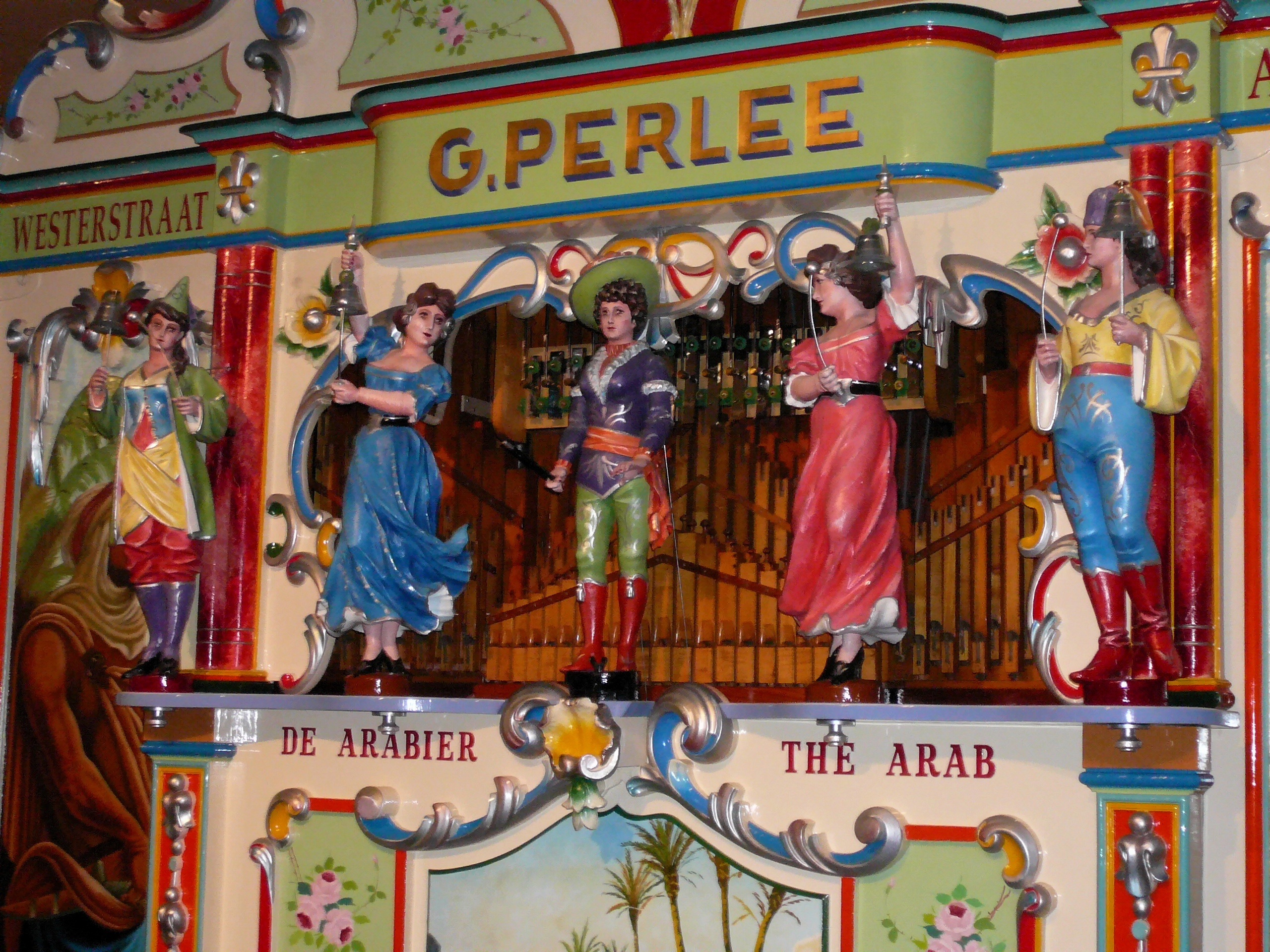
Nederlands straatorgel de Arabier
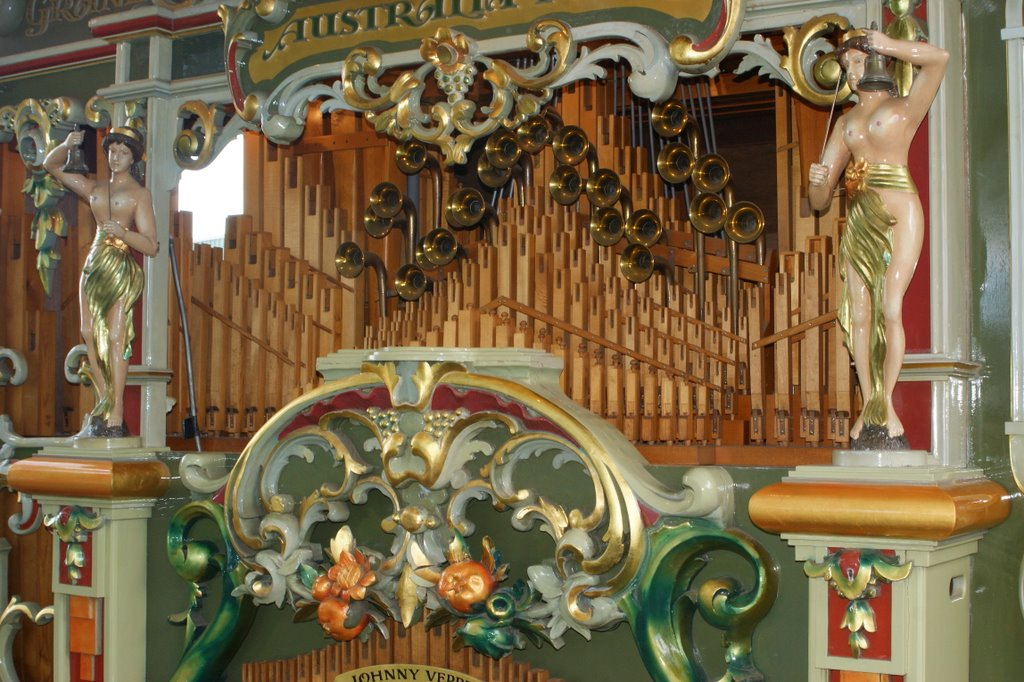
Figuren en houten pijpen van een Nederlands straatorgel
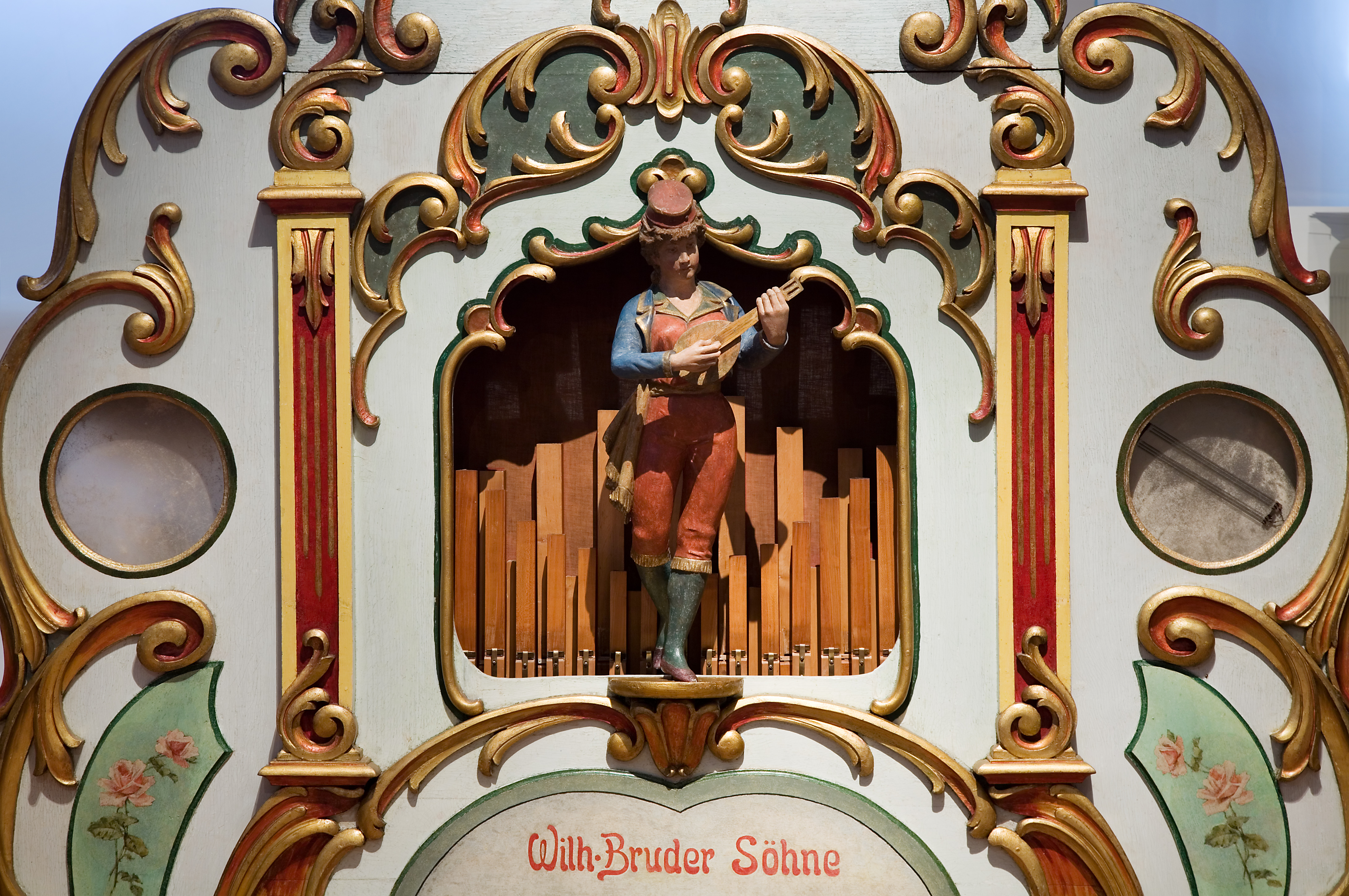
Weens straatorgel (Wilhelm Bruder)
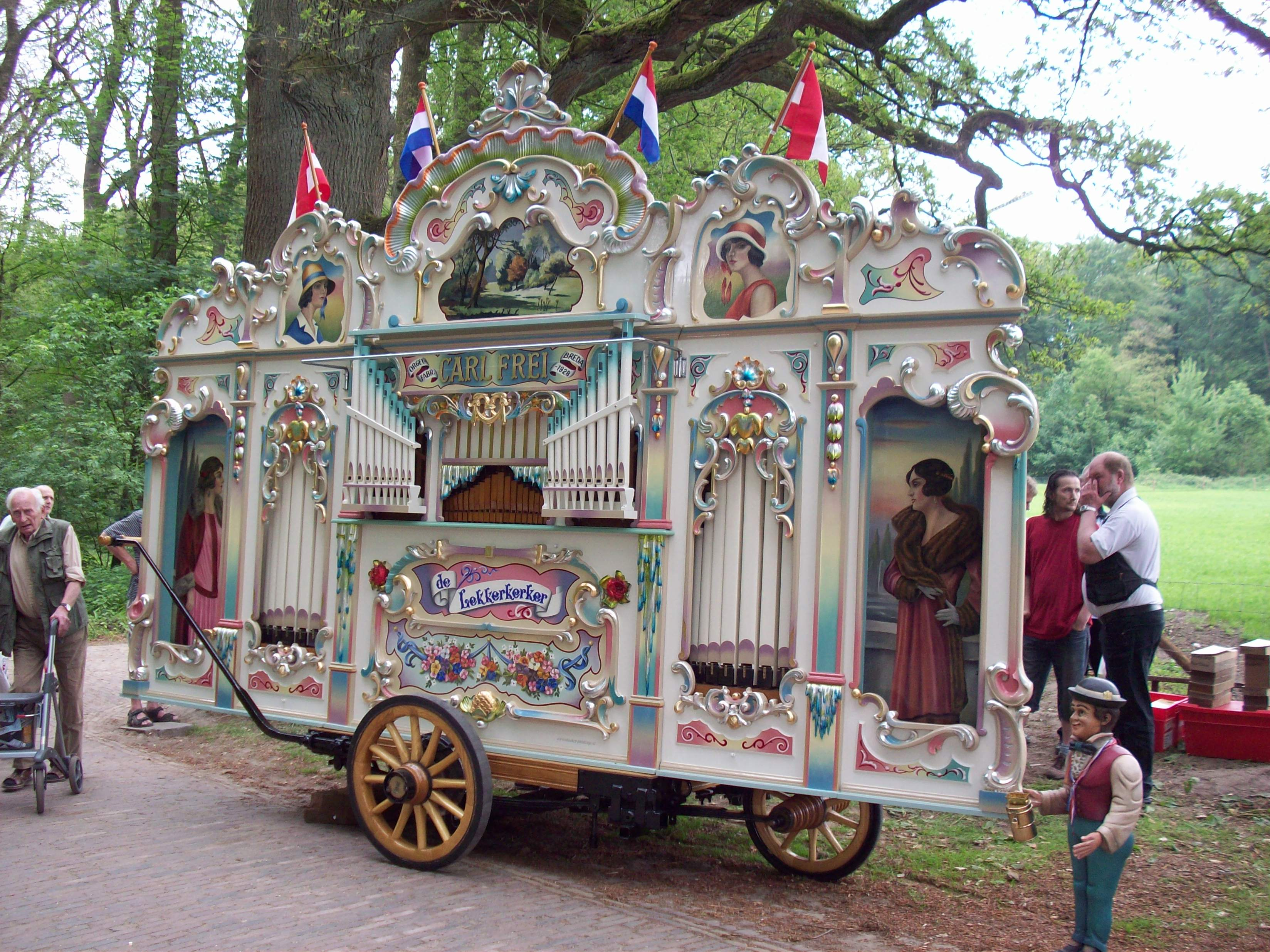
De Lekkerkerker
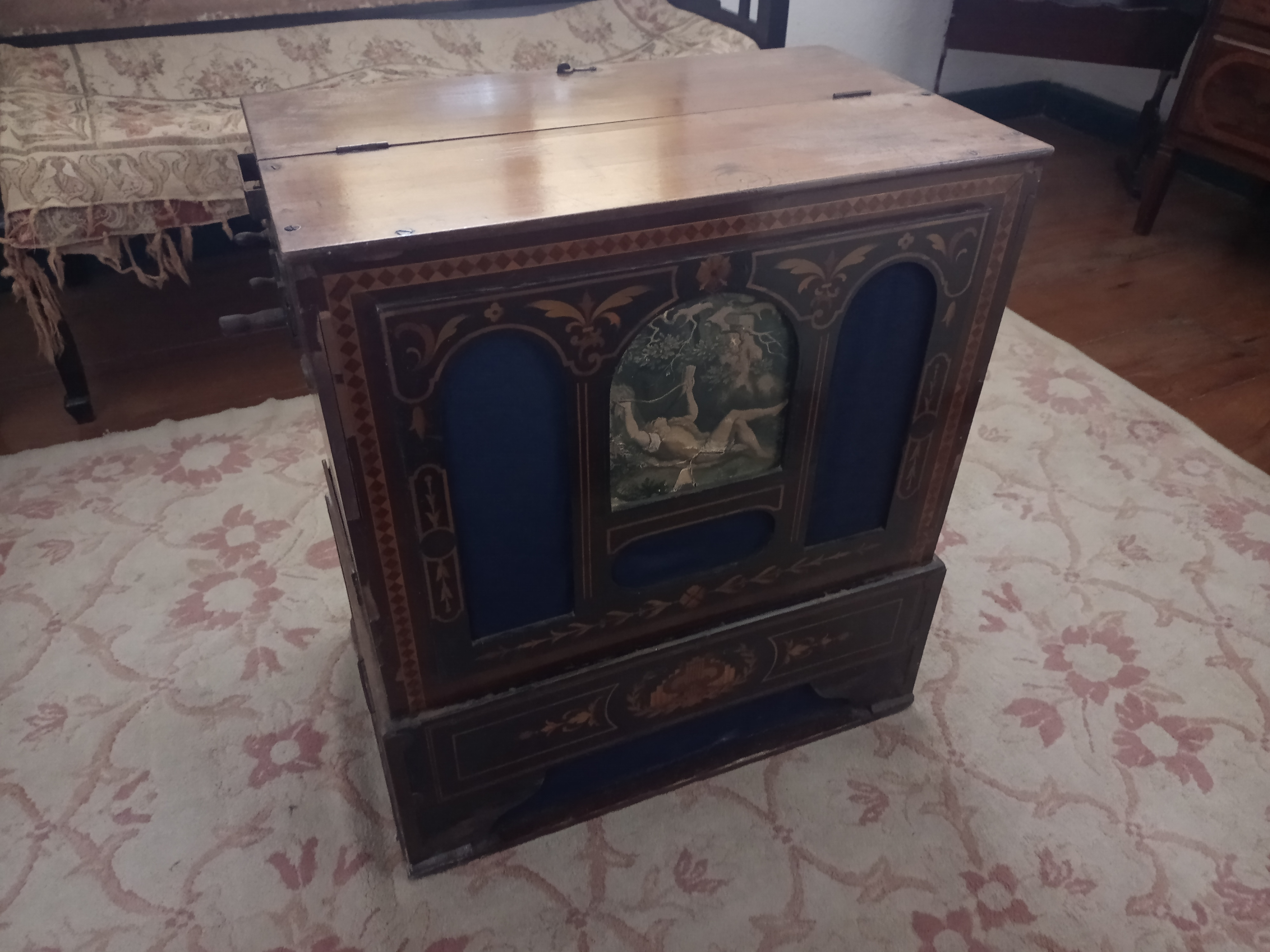
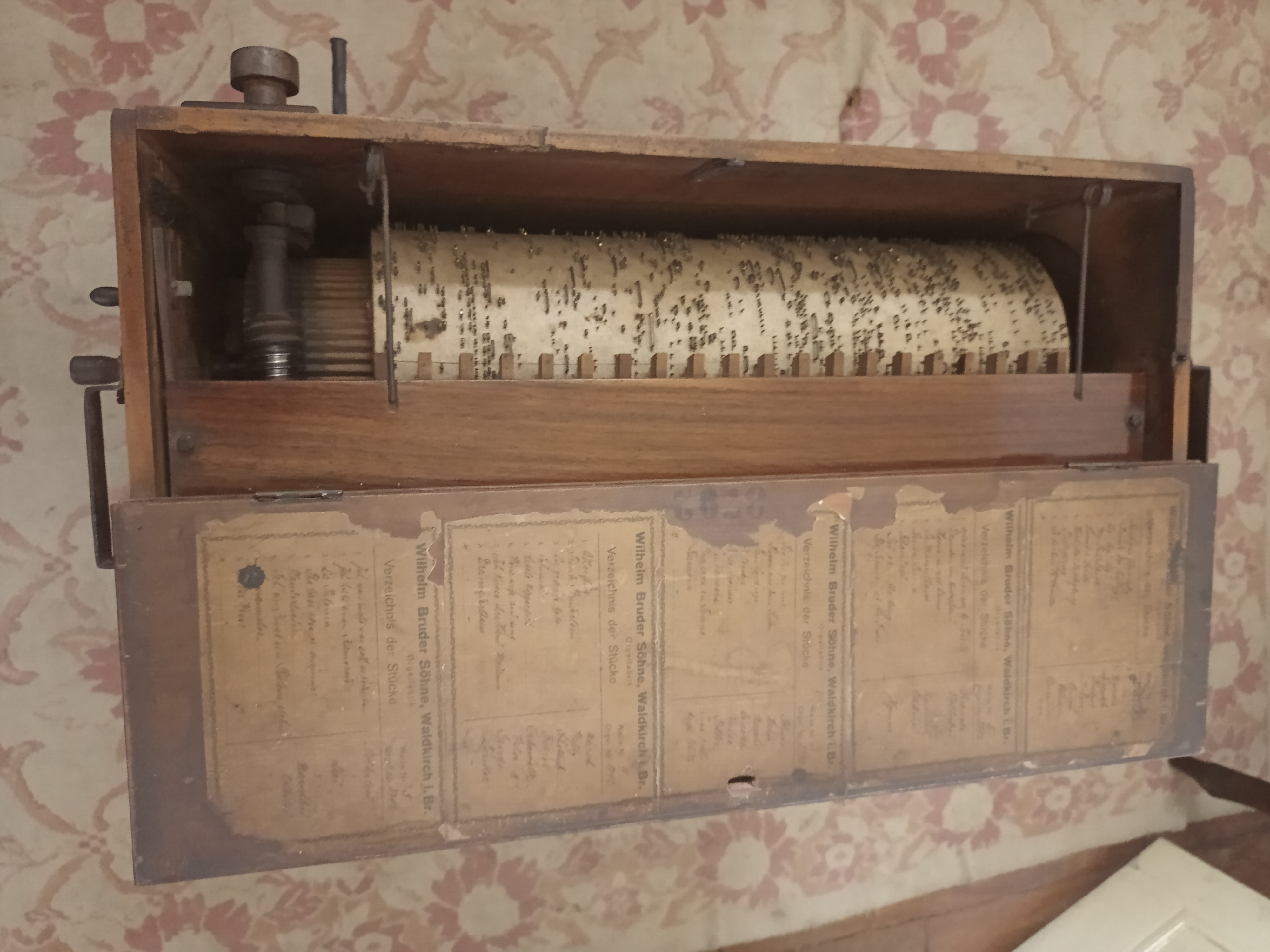
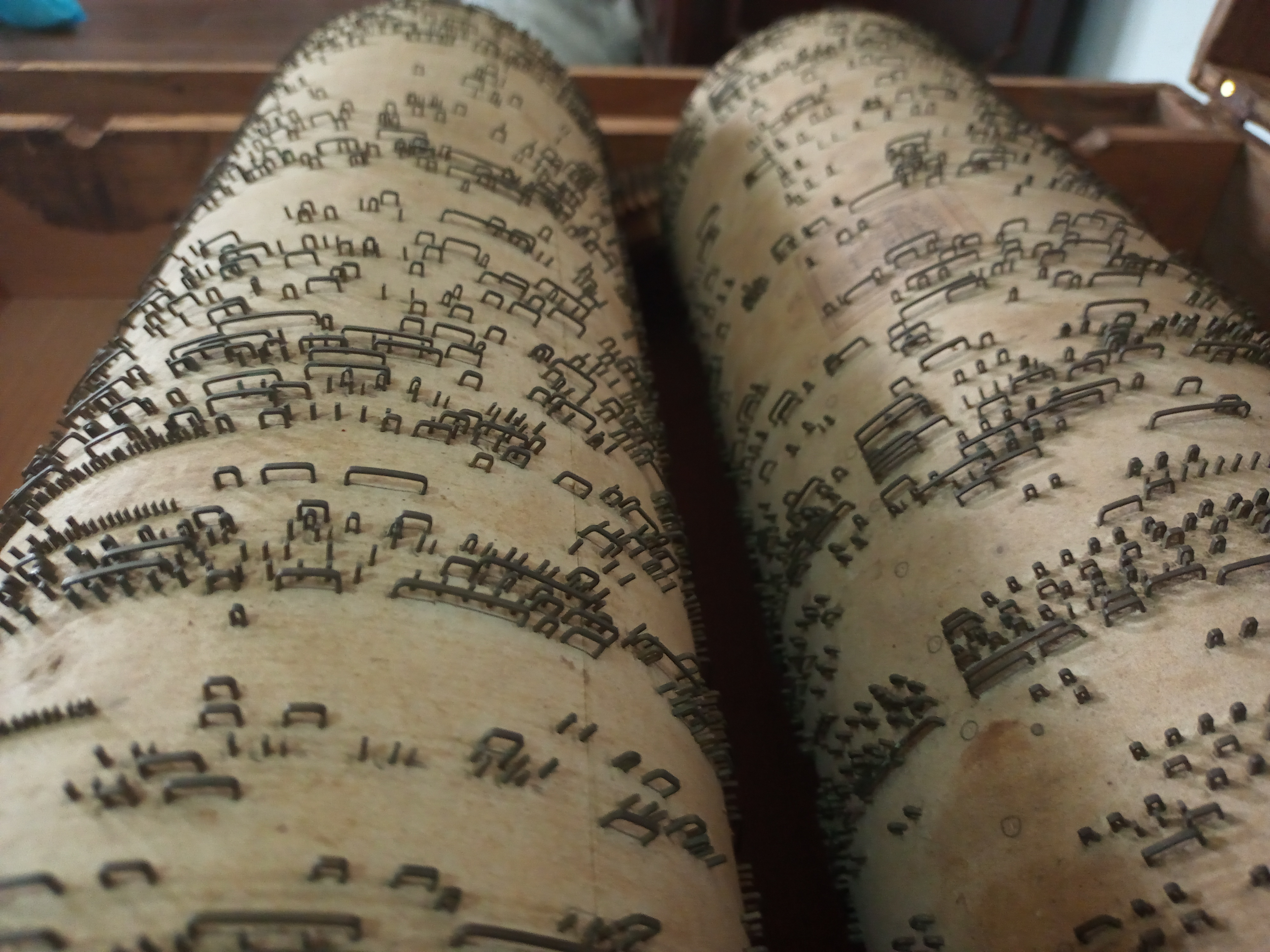